# لی اولیویرا
لی وینستون لئاندرو داسیلوا اولیویرا مشهور به لی (زاده ۹ مارس ۱۹۸۸ در سن پائولو) فوتبالیست برزیلی است که در پست دروازه‌بان برای باشگاه سپاهان در لیگ برتر بازی می‌کرد.